# آتشکده سراب ذهاب
بقایای آتشکده سراب ذهاب مربوط به دوره ساسانیان است و در شهرستان سرپل ذهاب، بخش مرکزی، دهستان دشت ذهاب، ۱۵۰ متری شمال روستای سراب ذهاب واقع شده و این اثر در تاریخ ۲۶ اسفند ۱۳۸۷ با شمارهٔ ثبت ۲۵۷۱۰ به‌عنوان یکی از آثار ملی ایران به ثبت رسیده‌است.